# Siouxsie Sioux
Susan Janet Ballion (Southwark, Reino Unido, 27 de mayo de 1957) conocida por su nombre artístico Siouxsie Sioux (pronunciado [suːzi ˈsuː/]), es una cantante y compositora británica. Saltó a la fama por ser la líder y vocalista del grupo de rock Siouxsie And The Banshees (1976-1996) y por su banda paralela The Creatures (1981-2005).
Con Siouxsie and the Banshees lanzó once álbumes de estudio y varios sencillos, los más conocidos son «Hong Kong Garden», «Happy House», «Christine», ««Spellbound», «Cities in Dust», «Peek-a-Boo» y «Kiss Them For Me». Junto a The Creatures grabó cuatro álbumes de estudio y el sencillo «Right Now». En 2004 comenzó una carrera como solista.
Siouxsie está considerada como «una de las cantantes británicas más influyentes de la era del rock» y «una de las artistas más carismáticas de todos los tiempos». Sus canciones fueron versionadas por Jeff Buckley («Killing Time»), Tricky («Tattoo»), Massive Attack («Metal Postcard»), LCD Soundsystem («Slowdive»), the Weeknd («Happy House»). Ella es citada como una influencia por una gran variedad de artistas, incluidos PJ Harvey, Thurston Moore de Sonic Youth, o Thom Yorke de Radiohead. En 2022, la revista Sky Arts la posicionó en el puesto número 14 dentro de los cincuenta artistas británicos más influyentes de los últimos 50 años.

## Biografía
Susan Janet Ballion nació en Southwark, al sureste de Londres, Inglaterra en 1957, siendo la menor de tres hermanos. Sus padres se conocieron en la colonia belga del Congo, mientras su madre, Elizabeth, trabajaba como secretaria y su padre, Marc, como bacteriólogo. A mediados de la década de 1950, antes del nacimiento de Siouxsie, la familia se mudó a Inglaterra.
Asistió al Mottingham Secondary Modern School, un colegio para chicas en Bromley, Kent. Su padre murió de cirrosis debido a su alcoholismo cuando Siouxsie tenía 14 años de edad. A esa misma edad, sobrevivió a una colitis ulcerosa, de la que luego diría que "quitó todo misterio que para mí puede tener mi propio cuerpo".

## Carrera

### Inicios e influencias (1975–1976)
A mediados de los años 1970, la periodista Caroline Coon acuñó el término Bromley Contingent para describir a un excéntrico grupo de adolescentes devotos a los Sex Pistols. Siouxsie era una de las integrantes de Contingent, junto al otro miembro fundador de Banshees, Steven Severin.
El primer concierto de Siouxsie lo realizó con su improvisada banda Suzie and the Banshees, en el 100 Club Punk Festival organizado por Malcolm McLaren en septiembre de 1976. La banda no se sabía canciones ni había ensayado; improvisaron a medida que Siouxsie recitaba poemas y rezos de memoria. Para Jon Savage, ella era "diferente a ninguna otra cantante de antes o contemporánea distante, totalmente moderna". Esto supuso el comienzo de una nueva era para las mujeres en la música. Viv Albertine del grupo The Slits comentó:

Siouxsie simplemente apareció, en total control, con confianza en sí misma. Me dejó atónita. Allí estaba ella haciendo algo que yo no me atrevía ni en sueños. Simplemente lo hizo y barrió todo el resto del festival, eso era lo más. La verdad es que ni me acuerdo del resto, excepto esa única actuación.

Una de las primeras apariciones públicas de Siouxsie fue con Sex Pistols en el programa televisivo de Bill Grundy en diciembre de 1976. Durante la entrevista, el presentador Grundy, reconocidamente borracho, flirteó de forma descarada con Siouxsie Sioux: «¿Quedaremos después, verdad?» Eso provocó una reacción directa de Steve Jones, quien respondió con una serie de improperios nunca antes escuchado en la noche temprana de televisión. Esto provocó un furor periodístico que ocupó los tabloides periodísticos durante días e impulsó la carrera de Sex Pistols.

### Siouxsie and the Banshees y The Creatures (1977–2003)
En 1977, cambió su nombre artístico e hizo una extensa gira por Inglaterra junto a su amigo y bajista Steven Severin, bajo el nombre de Siouxsie and the Banshees. Su primer sencillo, «Hong Kong Garden», apareció un año después, cargado de sonidos de xilófono, que entró directamente en el Top 10 de la lista británica. Los críticos lo describieron como "una narración brillante e intensa, algo así como disparos de cámara desde la ventana de un tren de alta velocidad japonés, cargado con una guitarra original y tóxica que hacía mucho, mucho tiempo que no se oían".

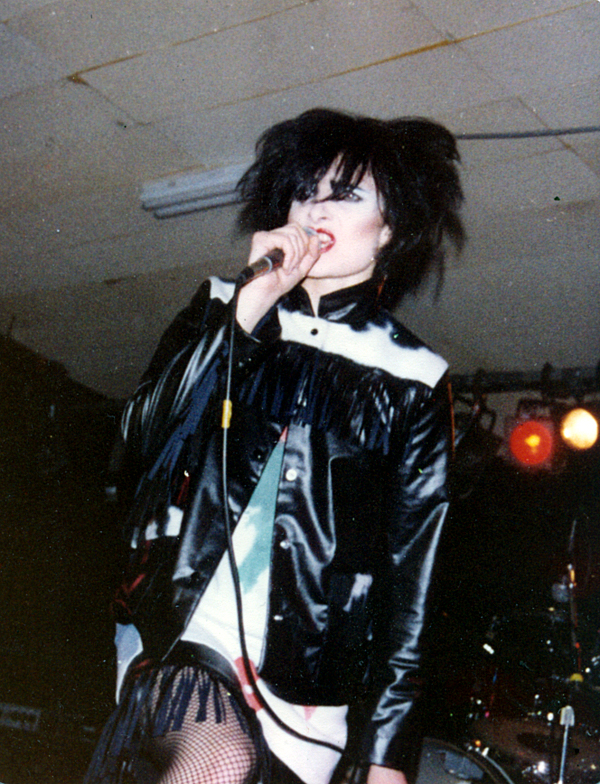
Siouxsie cantando en 1980

Su álbum debut The Scream se lanzó en 1978. NME se considera uno de los mejores discos debut de la historia junto a Horses de Patti Smith. Nick Kent, crítico de esa misma revista dijo que "la banda suena como un híbrido entre Velvet Underground junto a la ingenuidad de la época Tago Mago de Can, si eso es posible. Sin duda, el típico sonido de grupo de rock de tres instrumentos nunca se ha utilizado de forma tan poco ortodoxa con resultados tan asombrosos".
En 1979 lanzaron Join Hands. The Banshees se embarcaron en una gira promocional, pero en septiembre Morris y McKay abandonaron después de una discusión, por lo que tuvieron que buscarles reemplazo urgente. El mánager de la banda llamó a Budgie, ex-The Slits, al que hicieron una prueba. En vista de que no encontraban sustituto para McKay, Robert Smith de The Cure, banda que en ese momento hacía de teloneros de The Banshees, se ofreció a tocar con ellos hasta que encontrasen un sustituto definitivo.
En 1980 lanzaron Kaleidoscope, que marcó un cambio de dirección musical gracias a la llegada de John McGeoch, considerado "uno de los guitarristas más innovadores e influyentes de los últimos treinta años". Melody Maker definió el exitoso sencillo «Happy House» como "grandioso pop" con "guitarra líquida" y otras canciones como «Red Light» contienen gran cantidad de electrónica. Kaleidoscope amplió el espectro de oyentes de la banda y llegó a entrar en el Top 5 en el Reino Unido. En 1981 lanzaron Juju, que alcanzó el puesto número 7 de las listas británicas. Guardian calificó los sencillos «Spellbound» y «Arabian Knights» como "maravillas del pop".
En esta época, durante las sesiones de grabación, Siouxsie decidió formar un proyecto paralelo junto al batería Budgie, The Creatures, para hacer música más basada en la percusión. La primera grabación del dúo fue un EP llamado Wild Things.
En 1982 lanzaron el A Kiss in the Dreamhouse, muy bien recibido por la crítica especializada británica. Richard Cook de NME dijo que "The Banshees logra un nuevo pop increíble y efectivo, sin tener teoría ni reparos. Dreamhouse es un logro intoxicante. Prometo que esta música te dejará sin aliento".
En 1983, Siouxsie grabó su primer disco con The Creatures Feast en Hawái. El álbum incluye el sencillo «Miss the Girl». En el verano, Siouxsie y Budgie volvieron a entrar en listas con "Right Now", una canción de Mel Tormé; The Creatures hicieron arreglos de la canción añadiendo una sección de instrumentos de viento-metal. Después con Banshees y el guitarrista Robert Smith de The Cure, versionó la canción de The Beatles «Dear Prudence», llegando al puesto número 5 de la lista británica de sencillos. Junto a Smith realizó otros dos discos: Nocturne, grabado en vivo en Londres y Hyæna de 1984. Los discos de 1986 y 1987, Tinderbox y Through the Looking Glass, entraron ambos en el Top 15 de las listas británicas.
Peepshow salió en 1988 y fue considerado por los críticos como uno de sus mejores discos en años. El sencillo «Peek-a-Boo» marcó un cambio de rumbo de sus trabajos previos, utilizando rock con toques de hip-hop por medio de samples. NME alabó la canción diciendo que era como "una banda oriental de música hip hop con trompas tirándose pedos y un acordeón pegadizo", y aclamado por Melody Maker como "una mezcla brillante inesperada de acero de la calle y disturbios pop".
Poco después, en 1989, Siouxsie reformó The Creatures junto a Budgie y grabó Boomerang en España. En su reseña, Simon Reynolds dijo que fue su "música más innovadora y vigorosa desde A Kiss in the Dreamhouse".
En 1991 lanzó Superstition que fue bien recibido por la crítica, y participó en el primer festival de Lollapalooza. Del álbum se extrajo « Kiss Them for Me», donde experimenta con instrumentación asiática. El instrumentista Talvin Singh (futuro percusionista de Björk en su álbum de 1993 Debut) participó tocanda la table y aportando coros. «Kiss Them for Me» llegó al puesto número 23 de la lista Billboard Hot 100. En 1992 grabó el sencillo «Face to Face», que supuso un descanso hasta el lanzamiento en 1995 de The Rapture. Después de la gira de presentación del disco, Siouxsie anunció la separación de Banshees en una rueda de prensa.
A mediados de los años 1990, Siouxsie participó de varias colaboraciones con otros artistas. Grabó un dueto con Morrissey en 1994, en el sencillo «Interlude», grabada inicialmente por Timi Yuro en los años 1960.
En 1995, grabó la canción «The Lighthouse» que aparece en el disco del francés Hector Zazou, Chansons des mers froides. Para ello Siouxsie y Zazou adaptaron el poema "Flannan Isle" del poeta inglés Wilfred Wilson Gibson.
En febrero de 1998, el exmiembro de la banda Velvet Underground, John Cale, la invitó a participar en un festival llamado "With a Little Help From My Friends" que se llevó a cabo en Paradiso en Ámsterdam. El concierto se emitió en la televisión holandesa y contó con un dueto de Siouxsie y Cale inédito llamado «Murdering Mouth». Gracias a esta colaboración decidieron hacer una gira veraniega compartida por Estados Unidos, en la que cantaban juntos "Murdering Mouth" y la canción de Cale "Gun". En 1999, Siouxsie y Budgie lanzaron Anima Animus, el primer disco de The Creatures desde la separación de Banshees, incluyendo los sencillos «2nd Floor» y «Prettiest Thing»: The Times describió Anima Animus como "hipnótica e inventiva". Poco después, la cantante hizo una colaboración con Marc Almond con la canción «Threat of Love».
En 2002, se le incluyó en el puesto número siete de las "mejores artistas de rock femeninas" elaborada por la revista Q de 2002. Poco después, Universal Records puso a la venta la primera recopilación de Banshees The Best of Siouxsie and the Banshees. En 2003, compuso y cantó la canción del álbum Kish Kash de Basement Jaxx ganador de un Premio Grammy. Poco después, Siouxsie lanzó al mercado el último disco de The Creatures, Hái!, grabado parcialmente en Japón. Peter Wratts escribió en Time Out: "Su voz es el instrumento dominante aquí, serpenteando alrededor de la batería".

### Carrera en solitario (2004 – presente)

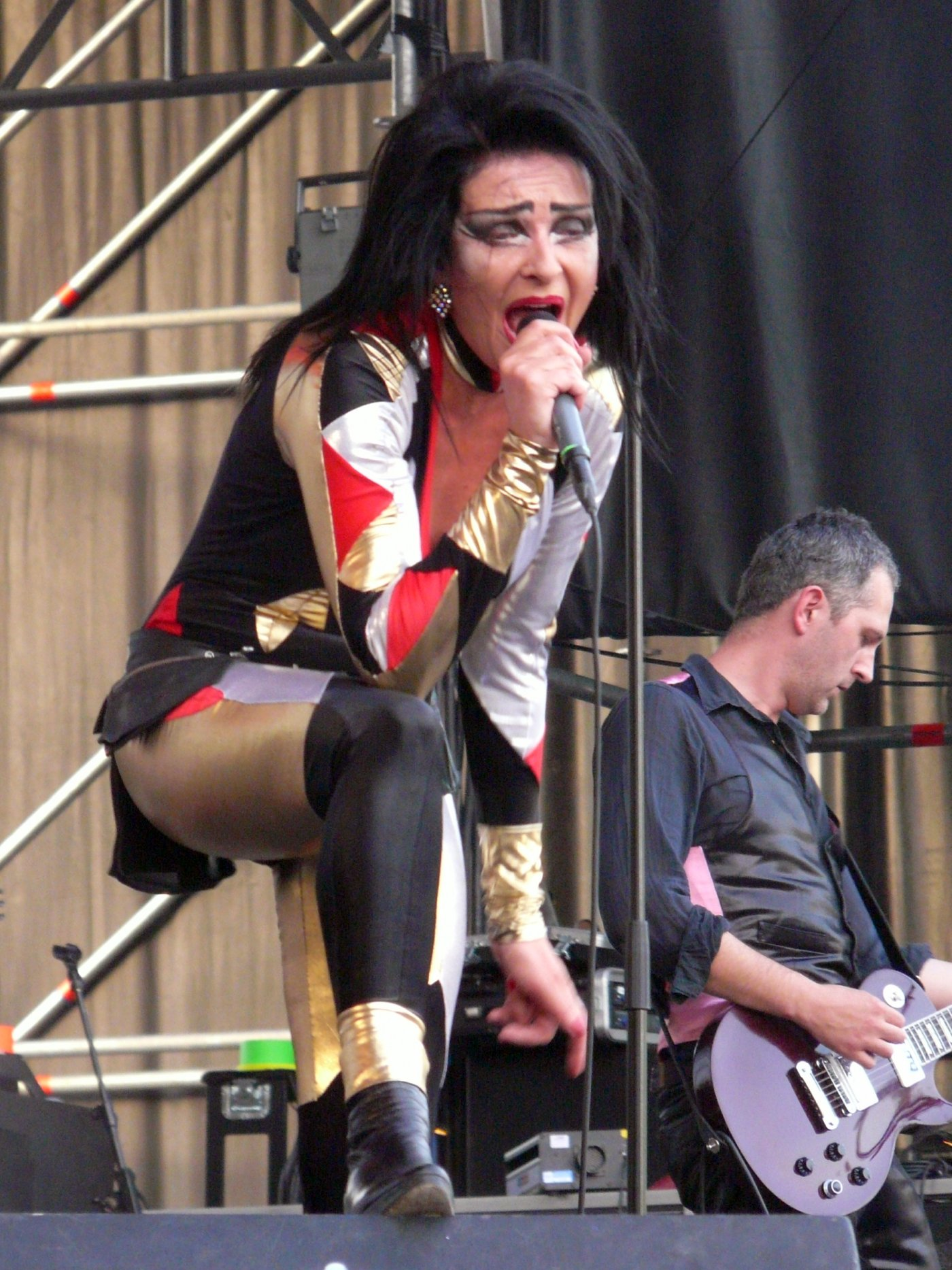
Siouxsie en el "Saturday Night Fiber", en Madrid, el sábado 19 de julio de 2008.

Un año después, por primera vez comenzó una gira en solitario donde combinaba canciones de Banshees y Creatures; se grabó un DVD en directo titulado Dreamshow en el concierto de septiembre de 2004 en Londres, junto a Millennia Ensemble. Salió a la venta en agosto de 2005 y llegó al primer puesto de la lista de DVD musicales del Reino Unido.
Su primer álbum en solitario Mantaray se lanzó al mercado en septiembre de 2007 con los sencillos «Into a Swan» y «Here Comes That Day». Pitchfork dijo: "Es realmente pop. Es un éxito". Mojo magazine dijo que "de cada pista irradia sed de una aventura sónica".
En 2008, Siouxsie participó en la banda sonora de «The Edge of Love» compuesta por Angelo Badalamenti, interpretando la canción "Careless Love". Posteriormente, en los World Soundtrack Awards interpretó otra canción del compositor: «Who Will Take My Dreams Away».
Después de un año de gira, realizó su último concierto en Londres en septiembre de 2008, del que se grabó el DVD Finale: The Last Mantaray And More Show, lanzado en 2009.
En octubre de 2014, Siouxsie aparece en la portada de la revista Mojo. Para esta revista mensual, ella diseña un CD recopilatorio It's a Wonderfull Life, que esta una selección de música de películas.
Un nuevo título «Love Crime» fue grabado en 2015 para la serie de televisión "Hannibal". El título fue lanzado el iTunes en diciembre. En agosto de 2021, Siouxsie relanza su sitio web oficial.
En 2023, Siouxsie anunciaba su vuelta a los escenarios. En mayo de 2023, Siouxsie encabezó el "Cruel World Festival" en Pasadena, California, el domingo 21 de mayo. En junio, encabezó el festival "Release Athens 2023" en Atenas y tuvo un concierto en Madrid en las "Noches Del Botánico".
Aparte de su regreso, Mantaray fue relanzado con diferentes obras de arte en vinilo rojo translúcido (limitado a 2000 copias), vinilo negro y CD, a través de sitios en línea y el sitio web oficial de Siouxsie. El álbum fue remasterizado en Abbey Road Studios para su 15 aniversario: esta reedición recibió excelentes críticas.

## Vida personal
Siouxsie contrajo matrimonio con su compañero de banda, Budgie en mayo de 1991. Al año siguiente, se mudaron al sur de Francia. La pareja convivió junta hasta su divorcio en 2006. La propia Sioux lo comunicó en una entrevista a The Sunday Times, en agosto de 2007, un año después.

## Discografía
Para la discografía con Siouxsie and the Banshees, véase Anexo:Discografía de Siouxsie and the Banshees 

Para la discografía con The Creatures, véase Anexo:Discografía de The Creatures

### Álbumes en solitario
| Año  | Detalles                                                                       | Posiciones | Posiciones |
| Año  | Detalles                                                                       | RU         | FRA        |
| ---- | ------------------------------------------------------------------------------ | ---------- | ---------- |
| 2007 | Mantaray - Lanzamiento: 10 de septiembre de 2007 - Compañía: Universal Records | 39         | 132        |

### Sencillos en solitario
| Año  | Sencillo              | Posiciones | Álbum              |
| Año  | Sencillo              | RU         | Álbum              |
| ---- | --------------------- | ---------- | ------------------ |
| 2007 | "Into a Swan"         | 59         | Mantaray           |
| 2007 | "Here Comes That Day" | 103        | Mantaray           |
| 2008 | "About to Happen"     | 154        | Mantaray           |
| 2008 | "Love Crime"          |            | Sencillo sin álbum |

### Sencillos destacados
| Año  | Sencillo    | Artista              | Posiciones | Álbum                   |
| Año  | Sencillo    | Artista              | RU         | Álbum                   |
| ---- | ----------- | -------------------- | ---------- | ----------------------- |
| 1994 | "Interlude" | Morrissey & Siouxsie | 25         | No pertenece a un álbum |

### DVD
- 2005 Dreamshow #1 RU
- 2009 Finale: The Last Mantaray and More Show #4 RU

## Premios y nominaciones
| Premiación             | Año  | Nominación   | Categoría                   | Resultado | Ref.   |
| ---------------------- | ---- | ------------ | --------------------------- | --------- | ------ |
| Ivor Novello Awards    | 2012 | Ella misma   | The Ivors Inspiration Award | Ganadora  | [ 69 ] |
| MTV Video Music Awards | 1989 | "Peek-a-Boo" | Best Post-Modern Video      | Nominada  | [ 70 ] |
| NME Awards             | 1980 | Ella misma   | Mejor artista femenina      | Ganadora  | [ 71 ] |
| NME Awards             | 1981 | Ella misma   | Mejor artista femenina      | Ganadora  | [ 71 ] |
| NME Awards             | 1982 | Ella misma   | Mejor artista femenina      | Ganadora  | [ 71 ] |